# Kupferschieferhalden bei Hettstedt
Die Kupferschieferhalden bei Hettstedt sind ein FFH-Gebiet in den Städten Arnstein, Hettstedt und Gerbstedt im  Landkreis Mansfeld-Südharz in Sachsen-Anhalt.

## Allgemeines
Das FFH-Gebiet ist circa 461 Hektar groß (beim Bundesamt für Naturschutz ist die Größe mit 466 Hektar angegeben). Teile des FFH-Gebietes überlagern sich mit dem Landschaftsschutzgebiet „Kleinhaldenareal im nördlichen Mansfelder Land“. Das FFH-Gebiet ist durch die Landesverordnung zur Unterschutzstellung der Natura 2000-Gebiete im Land Sachsen-Anhalt (N2000-LVO LSA) seit dem 21. Dezember 2018 rechtlich gesichert. Zuständige untere Naturschutzbehörde ist der Landkreis Mansfeld-Südharz.

## Beschreibung
Das aus sechs Teilflächen bestehende FFH-Gebiet liegt südöstlich und nördlich von Hettstedt. Es umfasst mehrere Bereiche mit Kupferschieferhalden, die in Folge einer jahrhundertelangen Kupfererzförderung entstanden sind. Die Halden liegen in einer landwirtschaftlich geprägten Landschaft. Die zwischen den Halden liegenden Ackerflächen und Grünländer sowie die Gehölzstrukturen sind in das FFH-Gebiet einbezogen. Die Halden bestehen aus verwittertem Kupferschiefer und Abraumgestein. Sie stellen besondere Standorte für eine an Schwermetalle angepasste Vegetation dar, die Schwermetallrasen mit Galmeigrasnelke und Zwergtaubenkropf und selten auch der Harzer Frühlingsmiere ausgebildet haben. Weiterhin siedeln hier Schafschwingel, Zypressenwolfsmilch und Gelbe Skabiose. Kleinflächig sind Kalktrockenrasen und Steppentrockenrasen ausgebildet. Bei Welfesholz stockt ein Eichen-Hainbuchenwald, der ebenfalls Bestandteil des FFH-Gebietes ist.
Die Halden sind Nahrungshabitat zahlreicher Fledermausarten, darunter Großes Mausohr, Mopsfledermaus, Braunes und Graues Langohr, Breitflügelfledermaus, Fransenfledermaus, Große und Kleine Bartfledermaus, Großer und Kleiner Abendsegler, Wasserfledermaus und Zwergfledermaus.